# Molosse commun
Espèce
Statut de conservation UICN

 LC  : Préoccupation mineure
Le molosse commun (Molossus molossus) est une espèce de chauve-souris d’Amérique centrale et du Sud.

## Sources
- (en) UICN : espèce Molossus molossus Pallas, 1766 (consulté le 26 mai 2015)
- (en) Chiroptera Specialist Group 1996. Molossus molossus. 2008 IUCN Red List of Threatened Species. Consulté le 26 octobre 2008.
- (en) Infonatura